# 鸞山湖濕地
鸞山湖濕地是台灣台東縣一片濕地，位於延平鄉鸞山部落。該地被中華民國行政院內政部營建署歸列入「國家濕地保育計畫」之中。

## 沿革
鸞山湖最初由於當時臺灣省政府為協助當地原住民族布農族親水，指導鸞山布農族農作物灌溉，因此於1953年（民國42年）在部落內挖了鸞山湖。
當地布農族部落每年農收後，會舉辦全台布農族部落唯一的「捕魚祭」，捕捉鸞山湖內的魚蝦和族人分享，慰勞一年的辛勞。
鸞山湖因連續10幾年的經常性斷水，導致湖邊周邊環境荒蕪、魚種匱乏，造成布農族唯一的捕魚祭文化斷層，致使1980年代就失傳的捕魚祭更無法恢復。
2014年7月臺東縣政府在經過當地耆老觀察這2、3年湖水穩定的狀況下，放流2萬尾鯉魚，希望能再現捕魚祭。

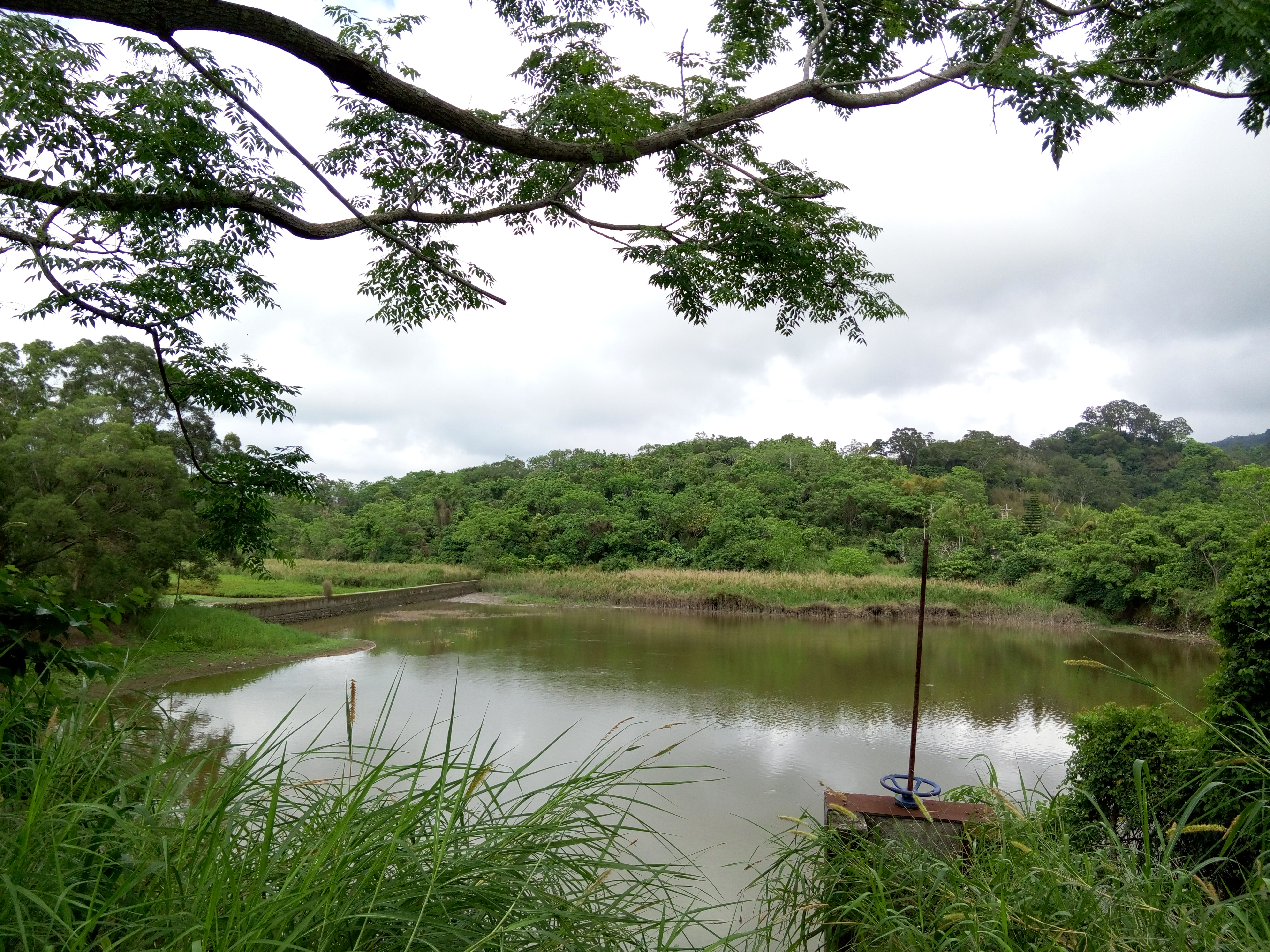
鸞山湖濕地一景
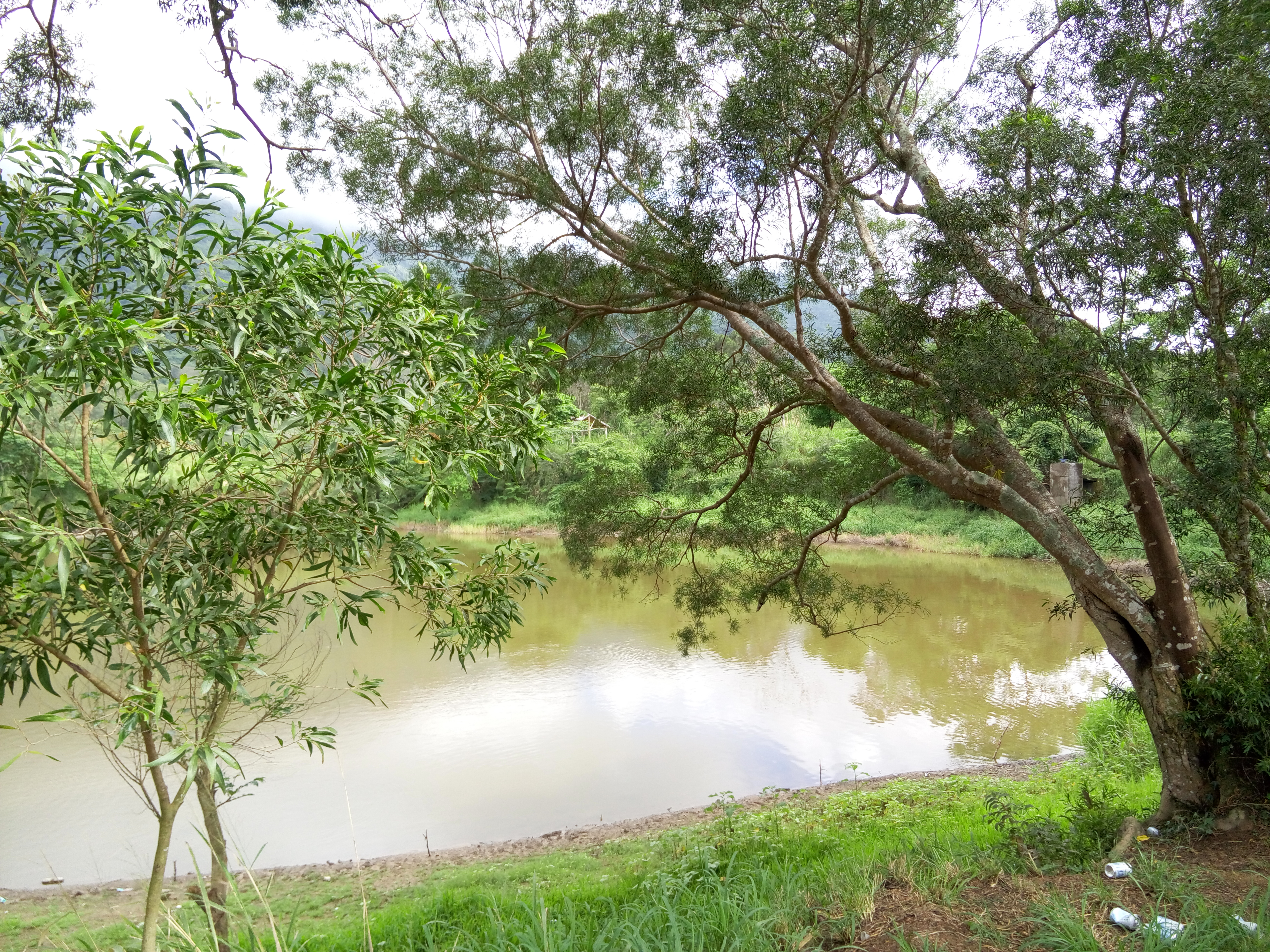
鸞山湖濕地一景

## 生態資源

### 動物
- 松雀鷹、大冠鷲、貓頭鷹、竹雞、白腰文鳥、螢火蟲、樹蛙等為主。[1]

### 植物
- 月桃、月橘、無患子、台東蘇鐵、姑婆芋、相思樹等。[1]

## 交通資訊
- 縣道197公路43-44K處轉向東往下野東部落，上斜坡穿過部落，於松梅橋前左轉。[1]

## 資料來源
1. 1 2 3 4  .   [2014-12-05]. （原始内容存档于2014-12-19）.
2. 1 2 3  .   [2014-07-03]. （原始内容存档于2014-12-08）.
3. ↑  .   [2014-12-19]. （原始内容存档于2014-12-19）.